# 奧莉薇亞·莫爾特里
奧莉薇亞·琳恩·莫爾特里（英語：Olivia Lynn Moultrie，2005年9月17日—）是美國職業女子足球運動員，司職進攻中場，現效力國家女子足球聯賽球隊波特蘭荊棘與美國國家女子足球隊。2019年，13歲的莫爾特里開始了她的職業生涯，她是美國女子足球界史上最年輕的職業球員。2024年，莫爾特里參加2024年美洲女子金盃獲得隊史首座冠軍。

## 外部連結
- 官方网站
- 奧莉薇亞·莫爾特里在國家女子足球聯賽
- 奧莉薇亞·莫爾特里 （页面存档备份，存于）在波特蘭荊棘
- 奧莉薇亞·莫爾特里在美國足球協會